# خجالتی نباش (ترانه تییستو و کارول جی)
«خجالتی نباش» (انگلیسی: Don't Be Shy) تک آهنگی است از کارول جی و دی جی تییستو که در ۱۲ اوت ۲۰۲۱ منتشر شد..